# 캔디 케인

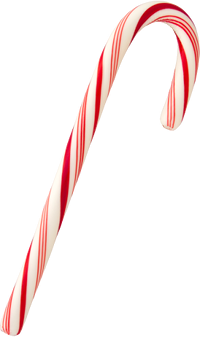
캔디 케인

캔디 케인(영어: candy cane)은 종종 성탄절과 성 니콜라스의 날과 관련된 지팡이 모양의 막대 사탕이다.  전통적으로 빨간색 줄무늬가 있는 흰색이며 페퍼민트 향이 나지만, 다른 맛과 색상도 다양하다. 사탕의 흰색은 예수의 순수성, 빨간색은 예수의 피를 상징한다. 기존에는 흰색의 설탕 막대였는데, 누군가가 양치기의 막대기 모양처럼 구부리자는 아이디어를 냈다고 한다.

## 역사
1837년 매사추세츠 자선 기계 협회(Massachusetts Charitable Mechanic Association) 전시회 기록에는 과자가 경쟁적으로 심사를 받았는데, "Stick Candy"가 언급되어 있다.  우리가 흔히 지팡이 사탕이라고 알고 있는 색깔 있는 줄무늬가 있는 흰색의 직선형 페퍼민트 캔디 스틱 제조법은 1844년 The Complete Confectioner, Pastry-Cook, Baker에 게재되었다.  그러나 "지팡이 사탕"에 대한 최초의 기록은 1866년 Ballou의 월간 잡지에 게재된 단편 소설 "Tom Luther's Stockings"에서 찾을 수 있다. 크기가 "매머드"라고 설명되었지만 색상이나 맛에 대한 언급은 제공되지 않았다. Nursery 월간 잡지에서는 1874년 크리스마스와 관련하여 "지팡이 사탕"을 언급하고, Babyland 잡지에서는 1882년 크리스마스 트리에 매달린 "크고 꼬인 사탕 지팡이"를 묘사한다.

## 기독교에서
지팡이 사탕의 기원에 관한 일반적인 이야기에 따르면 1670년 독일 쾰른에서 쾰른 대성당의 성가대 단장이 크리스마스 이브의 Living Crèche 전통 동안 교회에서 아이들이 일으키는 소음을 해결하기 위해 현지 사탕 제조업자에게 요청했다.  그들을 위한 "지팡이 사탕"을 위해.  미사 중에 어린이들에게 사탕을 주는 관행을 정당화하기 위해 그는 사탕 제작자에게 각 막대기 꼭대기에 고리를 추가하도록 요청했는데, 이는 어린이들이 아기 예수를 방문한 목자들을 기억하는 데 도움이 될 것이다.[  10]  또한 그는 개조된 막대기의 흰색을 사용하여 예수의 죄 없는 삶에 대한 기독교 신앙을 어린이들에게 가르쳤다.  독일에서 사탕수수는 유럽의 다른 지역으로 퍼져 나갔고, 그곳에서 성탄절을 재현하는 연극 중에 나눠졌다.